# Клермон-Ферран (округ)
Клермон-Ферран (фр. Clermont-Ferrand) — округ (фр. Arrondissement) во Франции, один из округов в регионе Овернь. Департамент округа — Пюи-де-Дом. Супрефектура — Клермон-Ферран.
Население округа на 2006 год составляло 364 410 человек. Плотность населения составляет 203 чел./км². Площадь округа составляет всего 1796 км².